# Вулиця Левандівська
Ву́лиця Леванді́вська — вулиця в Залізничному районі міста Львова, в місцевості Левандівка. Простягається від вулиці Шевченка до перехрестя вулиць Широкої та Сяйво.

## Історія та забудова
У 1930 році частина вулиці від вулиці Шевченка згадується як Янівська бічна. У 1931 році — частина вулиці Білогорської. У 1936 році вулицю подовжено до вулиці Широкої та названо на честь польського військового пілота Людвіка Ідзіковського, який загинув під час перельоту Атлантичного океану. Ця назва була дана в контексті назв інших вулиць Левандівки, пов'язаних з авіацією. Це робилося через те, що вони були утворені на місці старого львівського летовища, закритого у 1929 році.
За часів німецького окупаційного режиму в січні 1943 року вулицю перейменували на Вестрінґ. У липні 1944 року передвоєнну назву Ідзіковського було повернено. 1950 року вулицю назвали Індустріальною, 1975 — Новоросійською, на згадку про місто Новоросійськ на Кубані. У 1993 році отримала сучасну назву — вулиця Левандівська, на згадку про місцевість Левандівка, в межах якої розташована.

### Будівлі
№ 5 — територія 124-го об'єднаного центру забезпечення тилу Збройних Сил України (в/ч А2678).
№ 11, 13, 15, 17, 19, 21, 23 — триповерхові житлові будинки барачного типу кінця 1950-х — початку 1960-х років.
№ 14/1 — експлуатаційне вагонне депо Клепарів (ВЧДЕ—4) регіональної філії «Львівська залізниця» ПАТ «Укрзалізниця».
№ 14а—28 — двоповерхові житлові будинки барачного типу кінця 1950-х років.
№ 16а — одноповерховий житловий будинок барачного типу 1950-х років.
№ 17в — двоповерховий будинок, в якому від 1996 року функціює притулок для дітей служби у справах дітей Львівської ОДА.
№ 25 (колишні адреси — вул. Білогорська, 42; вул. Янівська бічна, 45) — чотириповерховий житловий будинок барачного типу кінця 1950-х — початку 1960-х років — колишній гуртожиток виокремленого підрозділу «Локомотивне депо «Львів-Захід» Державного територіально-галузевого об'єднання «Львівська залізниця». 2013 року його та модульну котельню, що розташована у підвальному приміщенні гуртожитку передані «Львівською залізницею» у власність територіальної громади міста Львова.
№ 30 — двоповерховий будинок 1950-х років. Нині в будинку містяться підрозділи регіональної філії «Львівська залізниця» ПАТ «Укрзалізниця» — центр професійного розвитку персоналу Регіональної філії і Відокремлений підрозділ «Управління будівельно-монтажних робіт та цивільних споруд № 3», а також дошкільний навчальний заклад № 6 «Барвінковий дивосвіт».

Світлини вуличної забудови
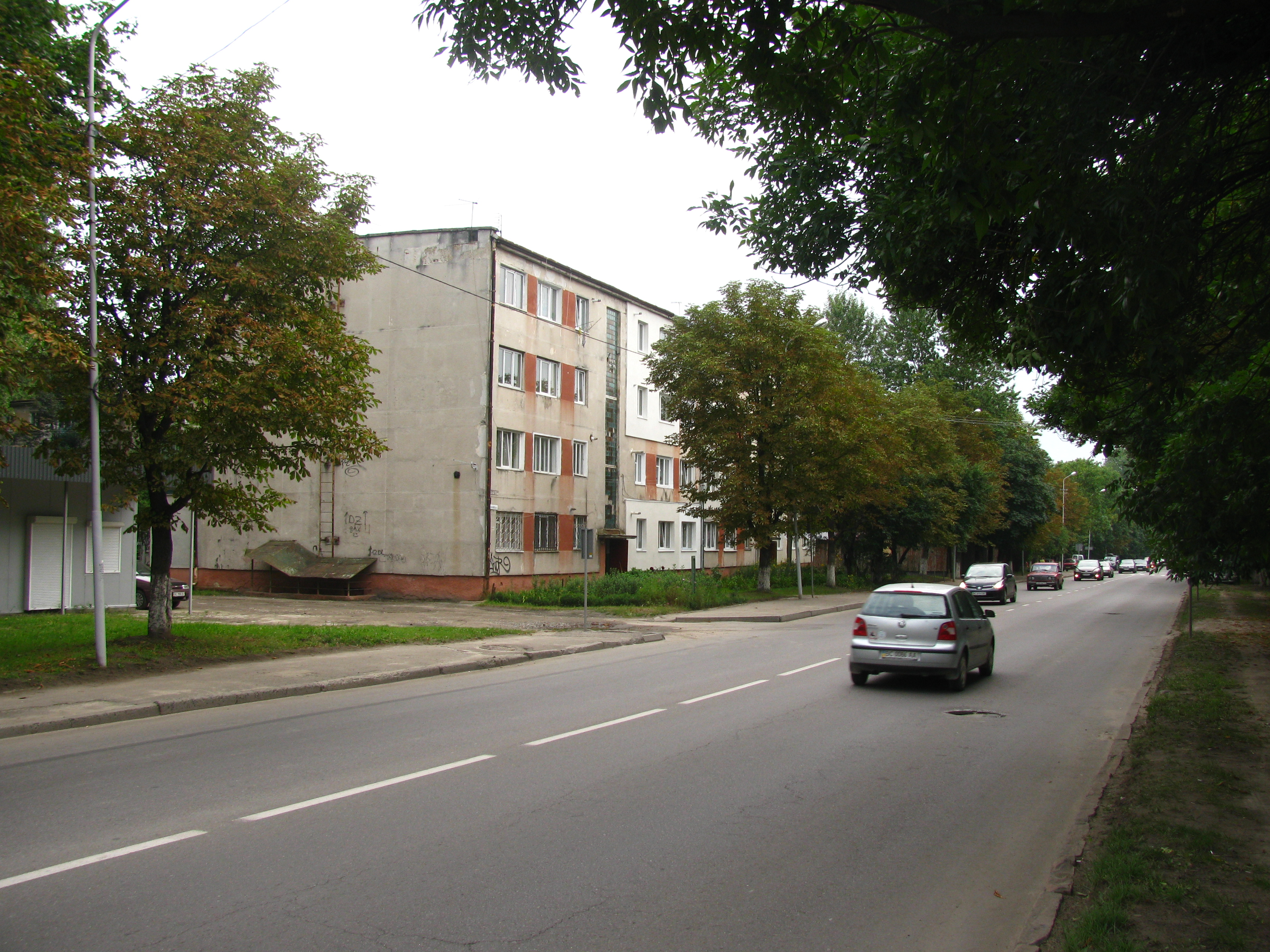
Середня частина вулиці Левандівської
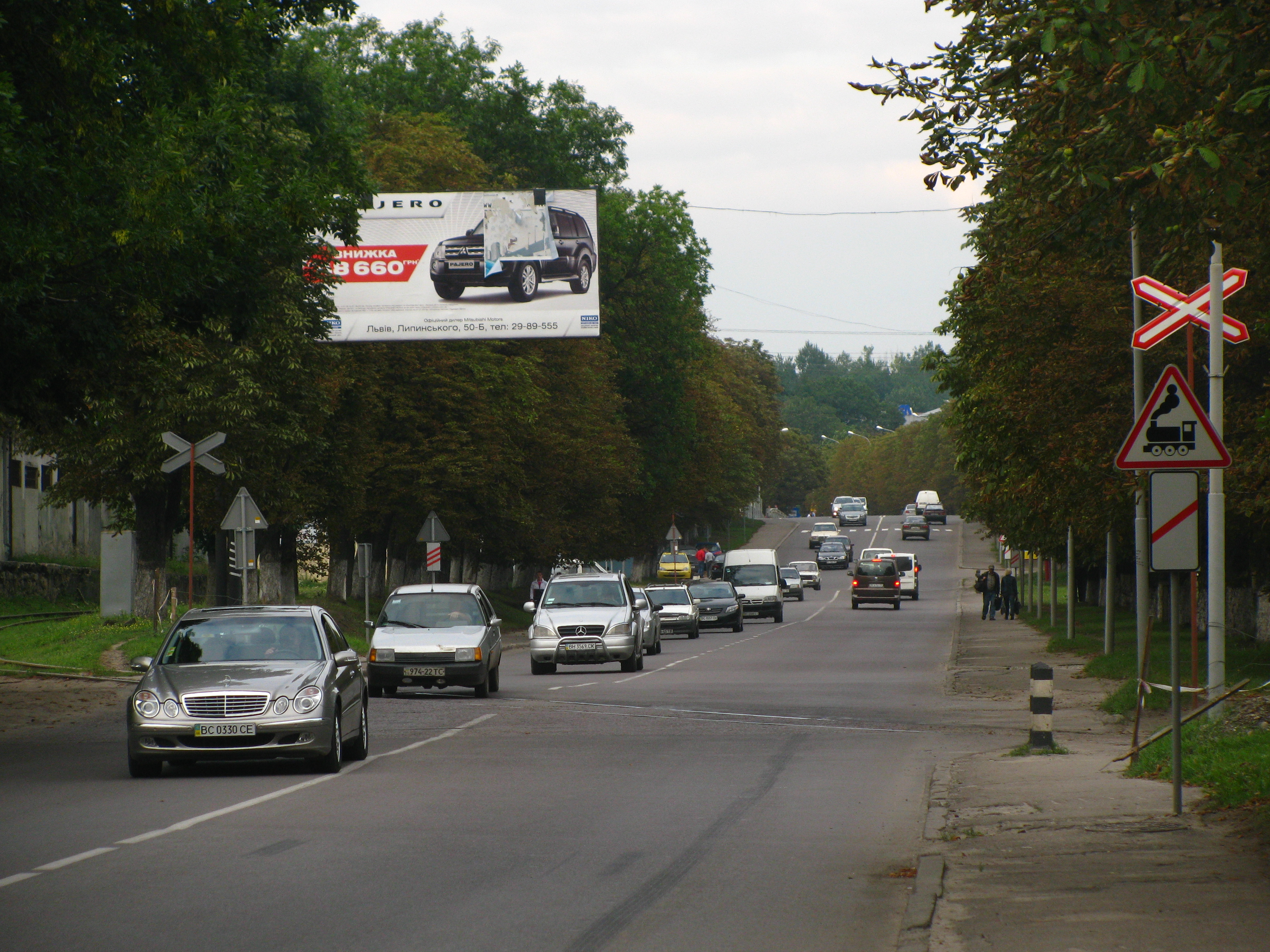
Середня частина вулиці Левандівської
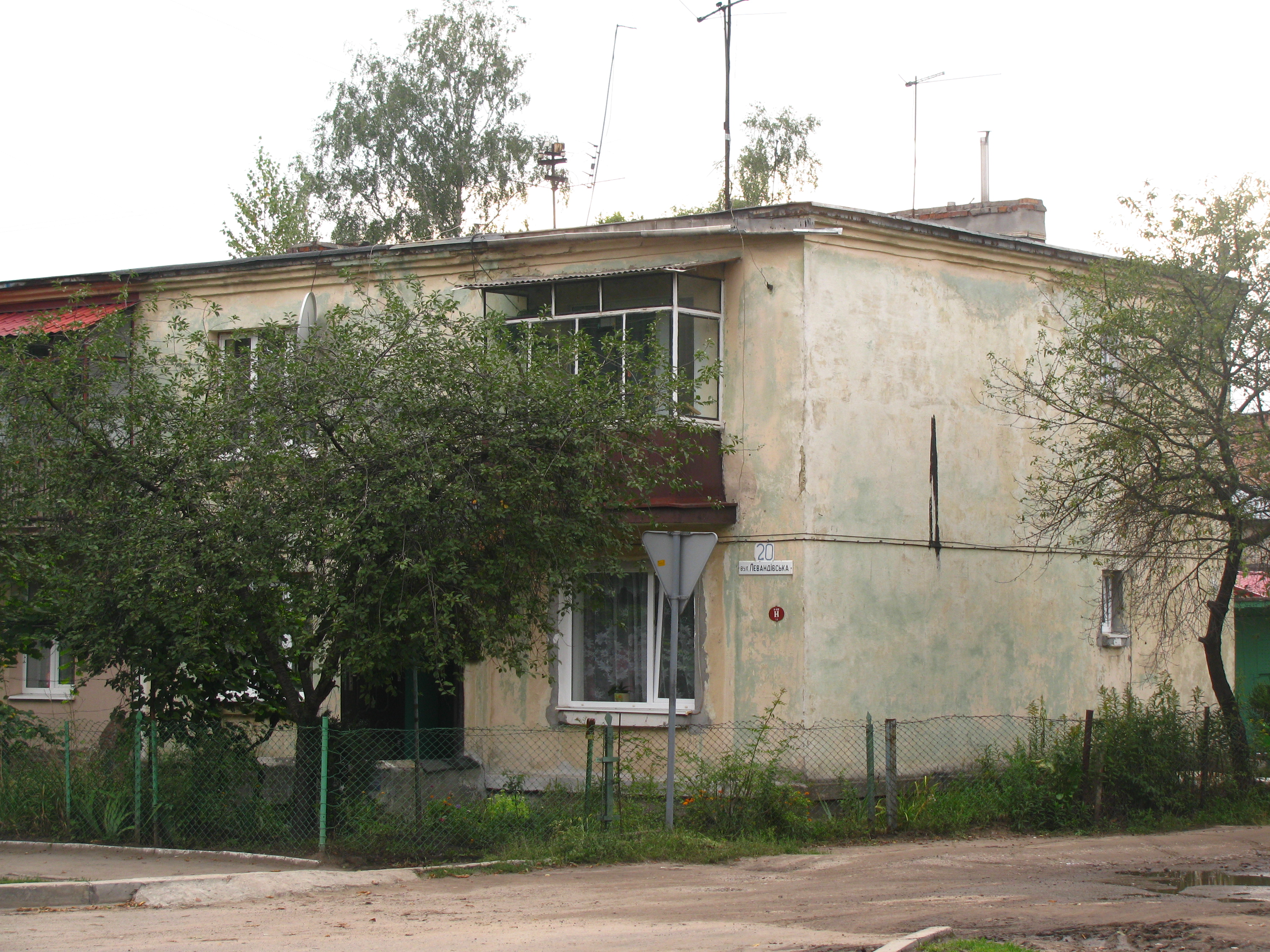
Двоповерховий будинок 1950-х років (вул. Левандівська, 20)
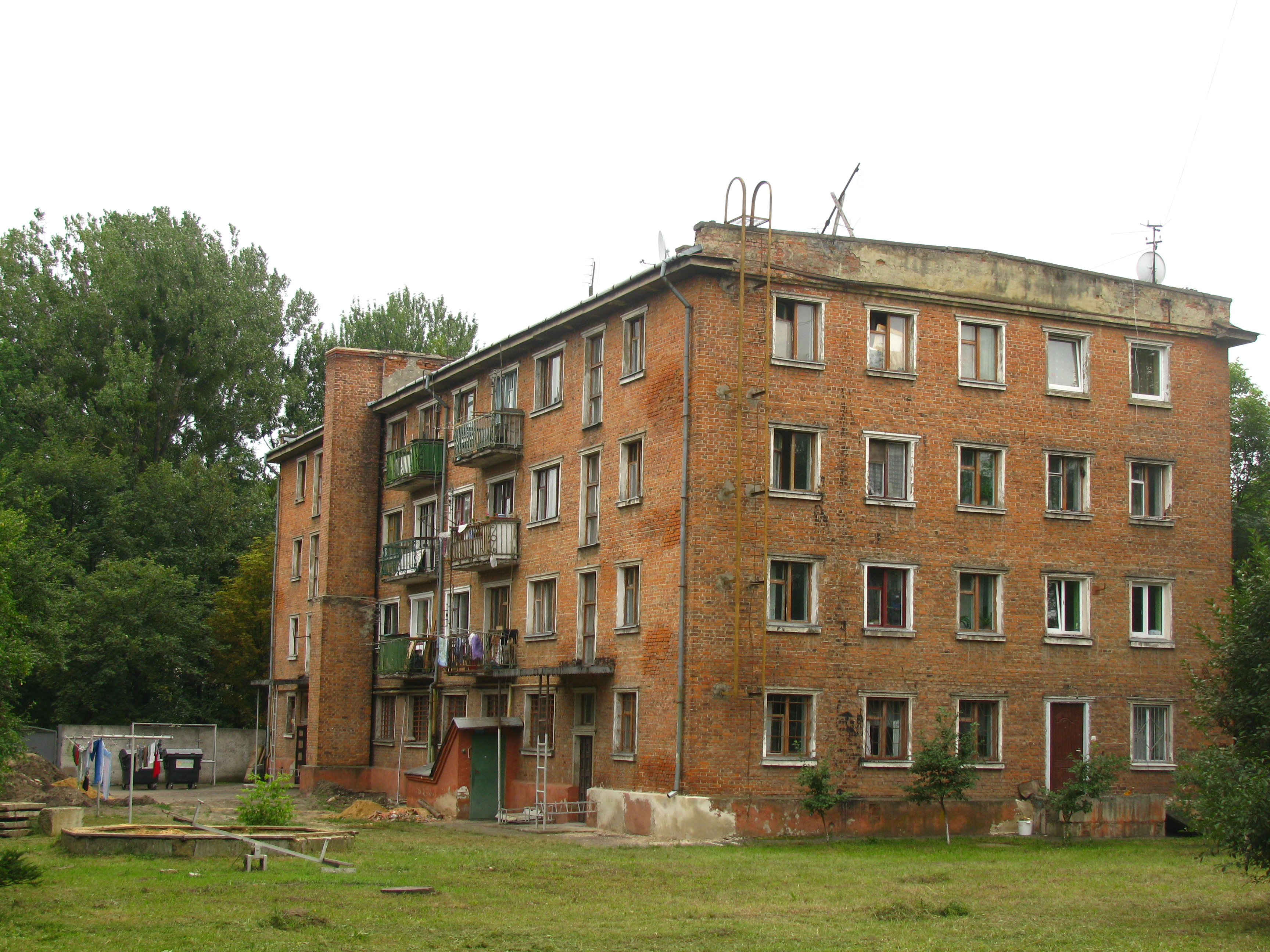
Колишній гуртожиток локомотивного депо «Львів-Захід» (вул. Левандівська, 25)
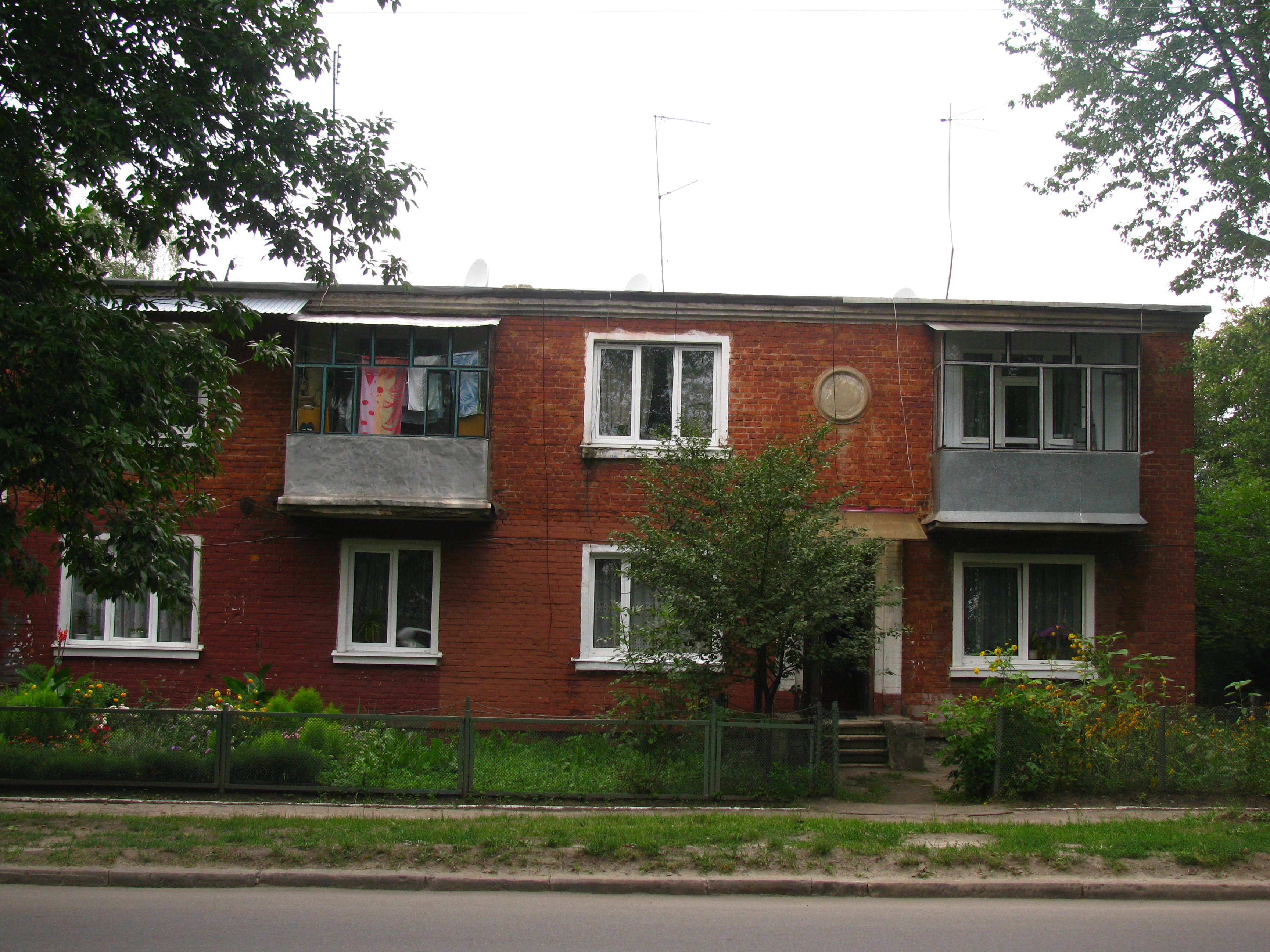
Двоповерховий будинок 1950-х років (вул. Левандівська, 28)
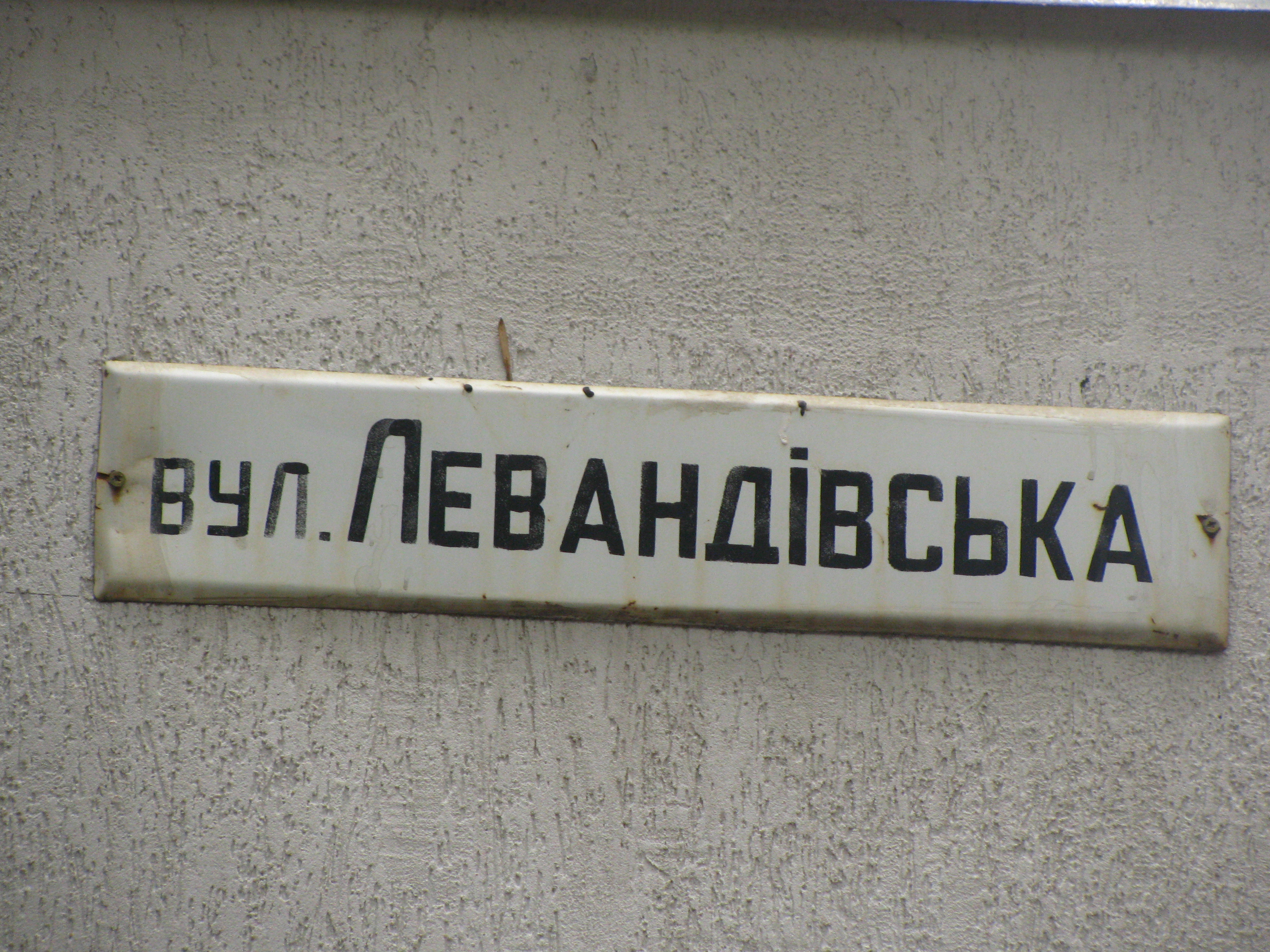
Табличка з назвою вулиці